# 涧溪镇
涧溪镇，是中华人民共和国安徽省滁州市明光市下辖的一个乡镇级行政单位。

## 行政区划
涧溪镇下辖以下地区：
石岩村、涧溪村、鲁峰村、祝岗村、白沙王村、陡山村、蒲塘村、姚郭村、九塘村、官山村、鲁山村和鲁南村。